# Prazer de Verão
Prazer de verão ou Sommarnöje (em sueco) é uma aguarela do pintor sueco Anders Zorn.
Pintada em 1886, representa a esposa Emma Zorn e o barqueiro Carl Gustav Dahlström em Dalarö ström.
No dia 4 de junho de 2010, foi vendida por 29 milhões de coroas suecas a um colecionador privado.